# Stolpersteine für Wiener Neustadt

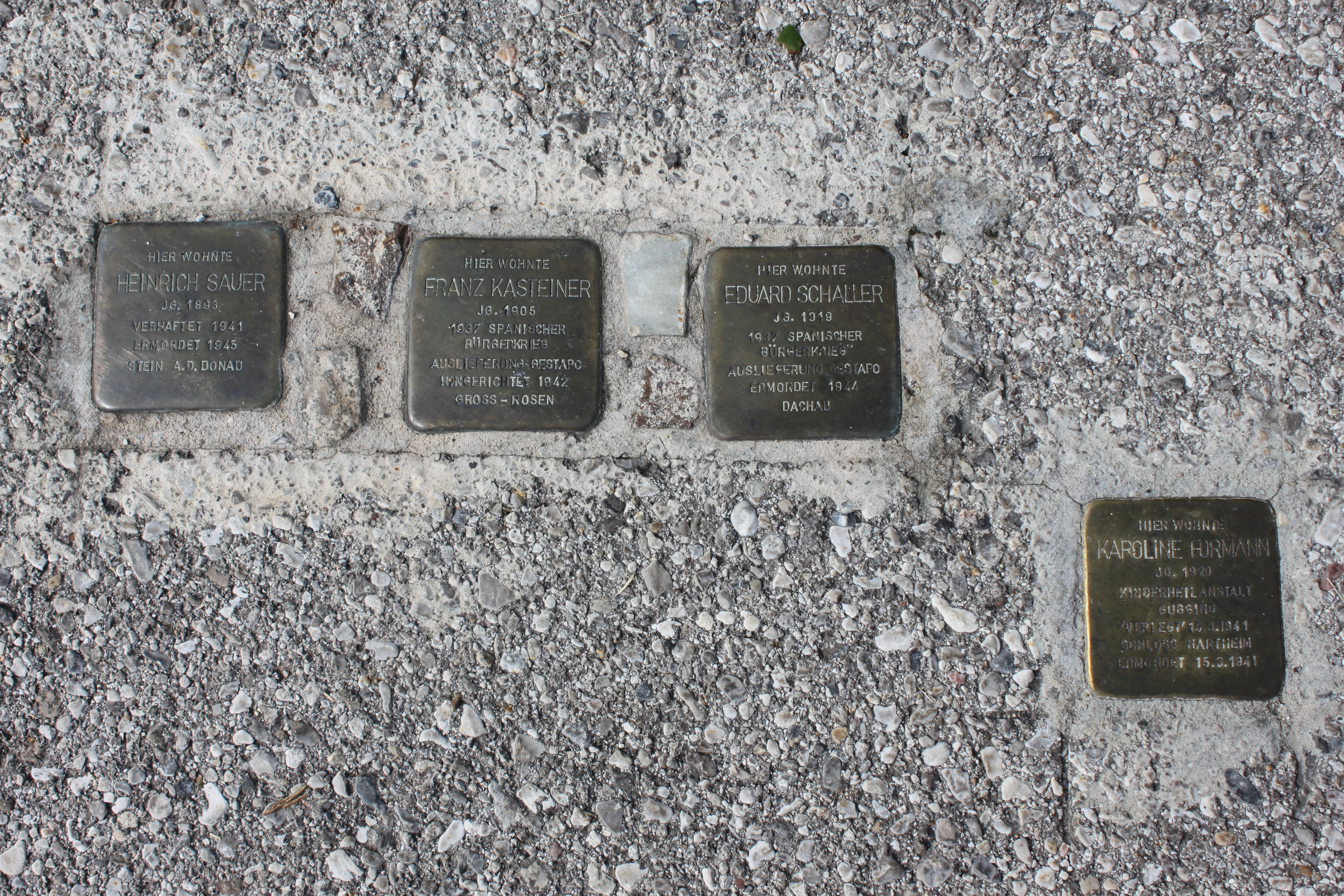
Stolpersteine vor dem ehemaligen Offizierswohnhaus der Fliegerkaserne zur Erinnerung an Menschen, die vom NS-Regime in Stein an der Donau, im KZ Groß-Rosen, im KZ Dachau und in Schloss Hartheim ermordet wurden

Das Projekt Stolpersteine für Wiener Neustadt wurde im Oktober 2009 vom Verein Aktion Mitmensch und der Straßenzeitung Eibisch-Zuckerl ins Leben gerufen und kümmert sich um die Verlegung von Stolpersteinen in Wiener Neustadt. Bislang wurden von Gunter Demnig mehr als hundert Stolpersteine im Stadtgebiet von Wiener Neustadt verlegt.

## Gründung, Ziele und Vernetzung
Als 2008 in der Straßenzeitung Eibisch-Zuckerl ein Bericht von Anton Blaha über die in Mödling verlegten Stolpersteine erschien, der mit der Frage endete: „Würde sich eine solche Aktion auch in Wiener Neustadt umsetzen lassen?“, bildete sich rasch eine Arbeitsgruppe, getragen von der Herausgeberin Brigitte Haberstroh, dem Verleger Maximilian Huber und dem Historiker Michael Rosecker. Die Arbeitsgruppe konnte die Historiker Anton Blaha, Karl Flanner, einen Wiener Neustädter Widerstandskämpfer gegen das NS-Regime, und Werner Sulzgruber zur Mitarbeit gewinnen und den Bürgermeister Bernhard Müller von der Sinnhaftigkeit des Projekts überzeugen.
Das vorrangige Ziel der Initiative ist die Verlegung von originalen Stolpersteinen durch Gunter Demnig im Stadtgebiet. Bislang fanden Verlegungen statt am 24. Juli 2010, am 4. und 5. Juli 2011, am 26. März 2012, am 22. April 2013, am 5. Juli 2014 sowie am 18. Juli 2015. Mit nunmehr über 100 Stolpersteinen ist Wiener Neustadt eine der aktivsten Städte außerhalb Deutschlands, nach Salzburg (310), Oss und Oudewater (mit jeweils 263), Eindhoven (244), Rom (207), Gouda (183) und Rotterdam (128) an achter Stelle. Die Arbeit der Initiative besteht in der umfassenden biographischen Erfassung der Opfer, dem Eruieren des letzten Wohnsitzes, dem Einholen der behördlichen Genehmigung, der Finanzierung und der Verpflichtung des Künstlers, der die Steine persönlich verlegt, sowie der Öffentlichkeitsarbeit und der Website. Wesentlich erscheint dem Projekt das Gewinnen der Akzeptanz der Bevölkerung und der Institutionen der Stadt. Der Kaufmännische Direktor des Landesklinikums Wiener Neustadt, Andreas Gamlich: „Die Aktion Stolpersteine für Wiener Neustadt ist ein wichtiger Beitrag der geschichtlichen Aufarbeitung des Zweiten Weltkriegs. Das Bücken, um die Texte auf den Stolpersteinen zu lesen, ist eine symbolische Verbeugung vor den Opfern und deren Schicksal. Mit dem Stolperstein für Alfred Wödl gibt es nun auch im Landesklinikum einen Ort der Erinnerung.“
Schon in der Planungsphase wurde die Jüdische Gemeinde Wiener Neustadt eingebunden, eine Reihe ihrer Vorschläge wurde übernommen. Das Wiener Zentrum für Selbstbestimmtes Leben BIZEPS druckte in seiner Zeitschrift BIZEPS-Info einen Bericht von Anton Blaha über das Stolperstein-Projekt ab. Am Bundesrealgymnasium Gröhrmühlgasse wurde Aufklärungsarbeit betrieben und eine Spendenaktion gestartet, mit deren Ertrag 26 weitere Stolpersteine finanziert werden konnten. Die Handelsakademie und Handelsschule Wiener Neustadt übernahm die Patenschaft für drei Stolpersteine und finanzierte diese.
Das Stadtmuseum Wiener Neustadt präsentierte im April/Mai 2011 eine Sonderausstellung Schicksalswege. Die jüdische Gemeinde in Wiener Neustadt und öffnete dem Projekt seine Räume für eine ergänzende Ausstellung, die den Biographien der jüdischen Familien Müller (Baumkirchnerring 5) und Buxbaum (Gröhrmühlgasse 31) gewidmet war. Im Juni 2011 präsentierten zwei der Initiatoren die Ziele des Projekts im Wiener WUK. Am 3. November 2011 fand im Stadttheater Wiener Neustadt ein Festakt statt, in dessen Rahmen die Historiker Brigitte Bailer-Galanda und Werner Sulzgruber sprachen und das Buch des Projekts präsentiert wurde. Der Festakt wurde von Schülern der Musikmittelschule Burgplatz musikalisch umrahmt. Das Fernsehen berichtete.
Die Stolpersteine für Wiener Neustadt erzielten regionales Presseecho, die Straßenzeitung Eibisch-Zuckerl, die das Projekt mitbegründet hatte, widmete dem Projekt insgesamt 22, teilweise umfangreiche Beiträge. Kurze überregionale Aufmerksamkeit erfuhren Vandalismusakte an dem Projekt im Winter 2015; Der Standard und der ORF berichteten.
Die Seite des Vereines sowie die mit ihr kooperierende Seite zur Wiener Neustädter Zeitgeschichte wurde Ende 2015 Ziel eines Hackerangriffs, wobei die Seite so zerstört wurde, dass sie faktisch neu aufgebaut werden muss. Kurz nach dem Hackerangriff wurde auch ein erfolgter Säureattentat auf mindestens zwei Stolpersteine des Projektes aufgedeckt.

## Ausgewählte Stolpersteine
Die folgenden Stolpersteine wurden zum Teil mehrfach Ziele vandalistischer Akte. Die Steine für Gertrud und Johanna Hirsch wurden zweimal mit Säure beschädigt, auch die Stolpersteine der Familie Breuer wurden mit Säure beschädigt, beim Stolperstein für Julius Puschek  wurde das Messingblech zweimal komplett weggemeißelt und die Erinnerungsmale für die Familie Hacker wurden zweimal mit blauer Farbe bestrichen:

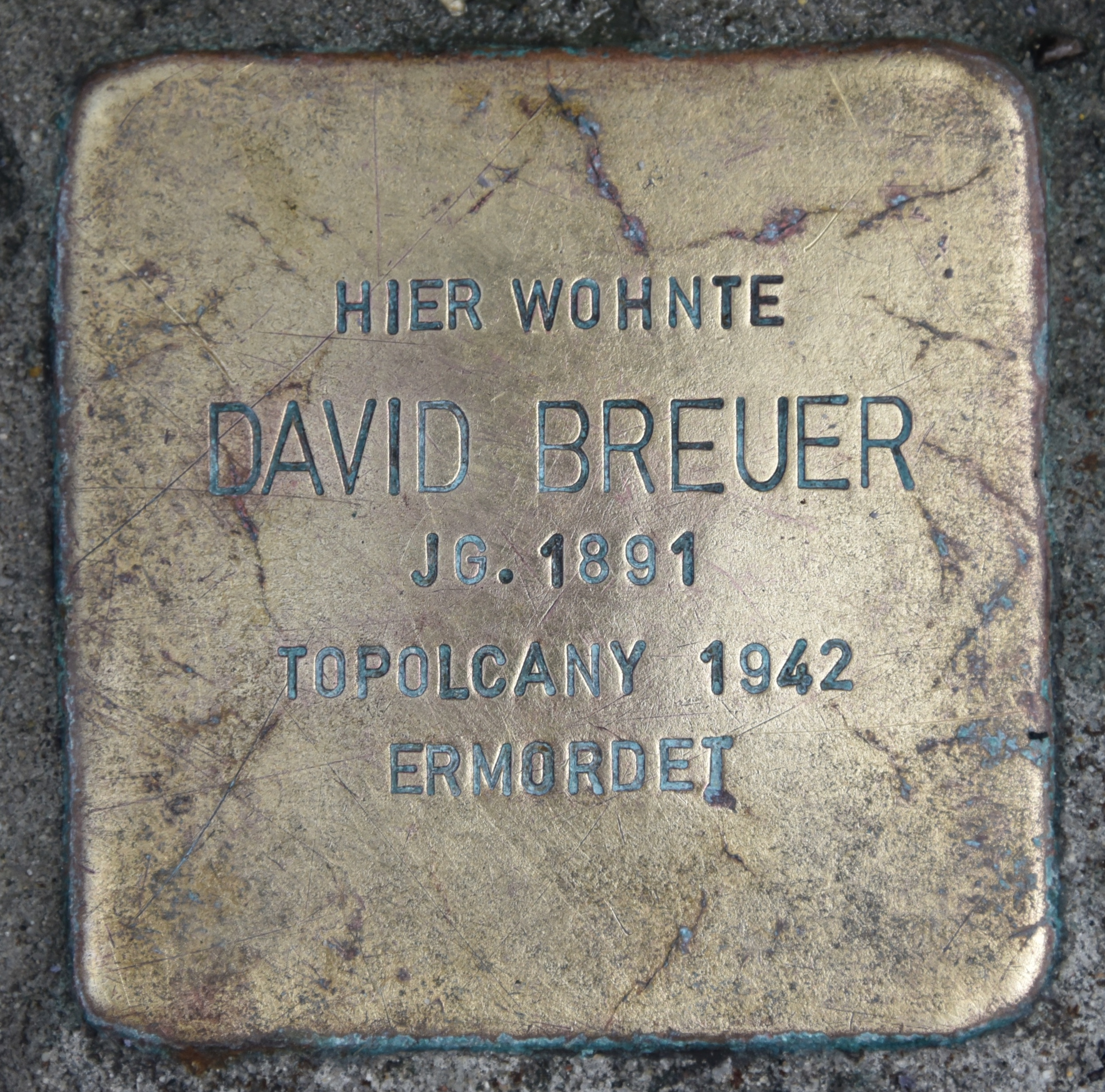
David Breuer
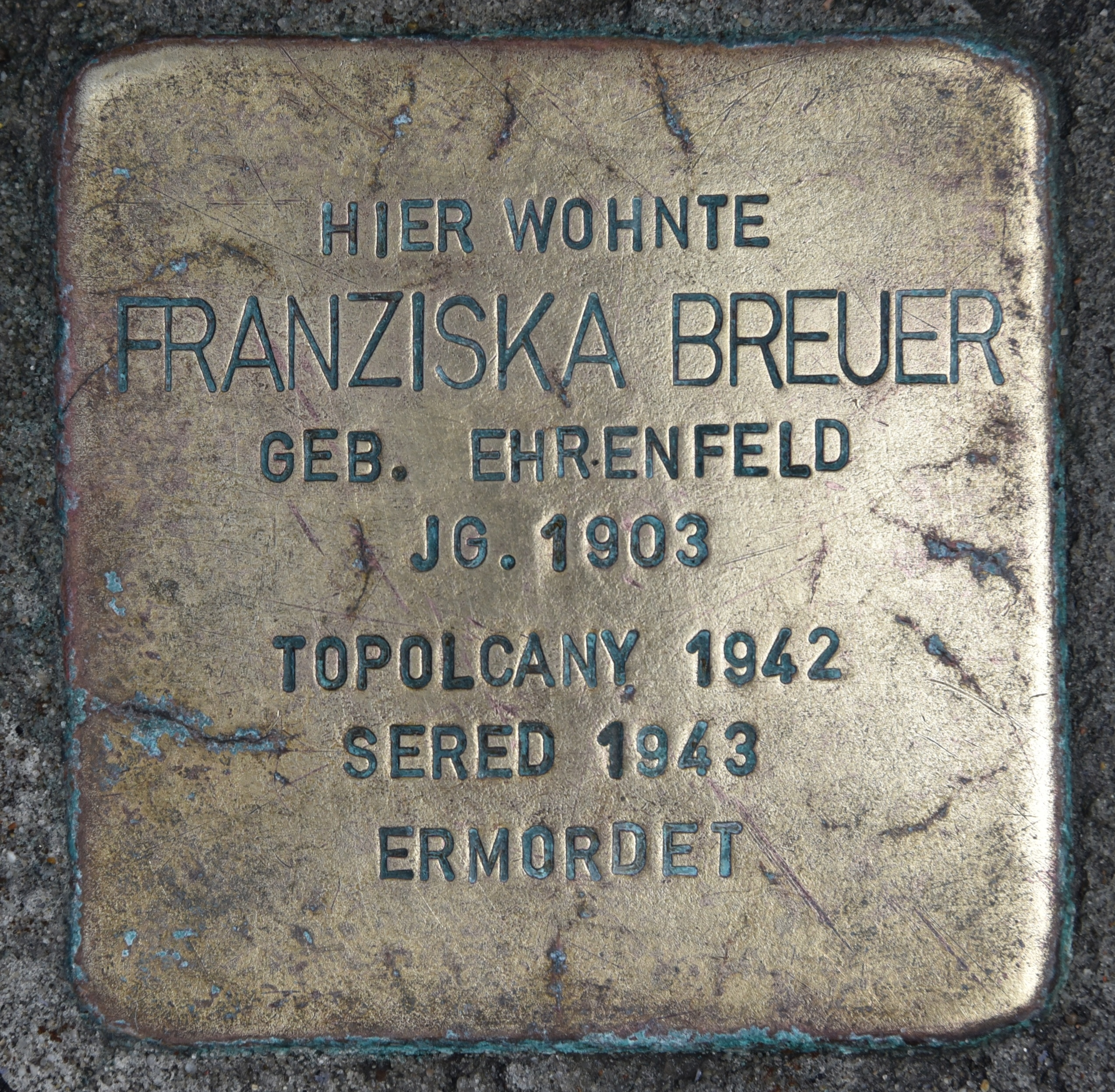
Franziska Breuer
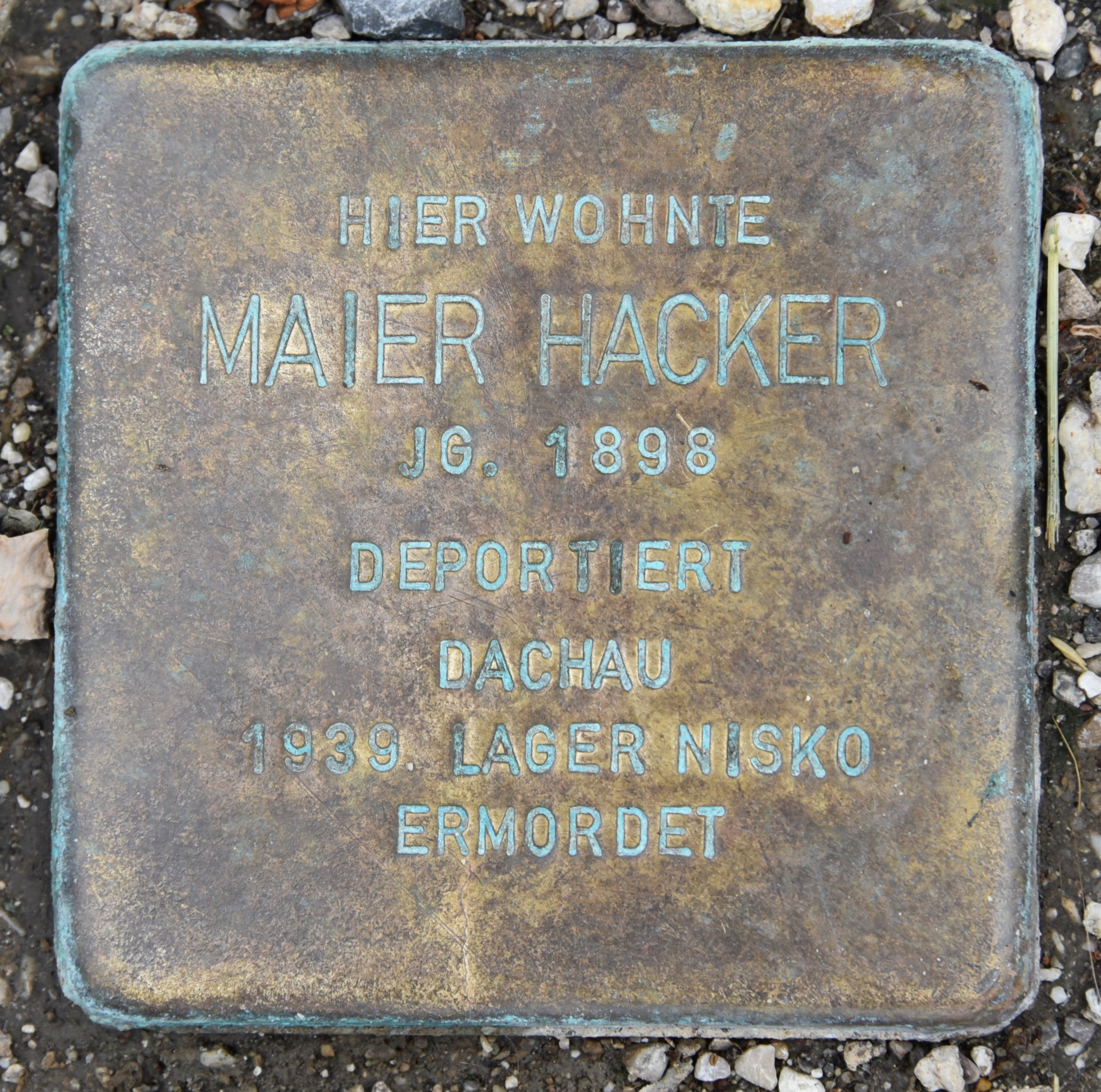
Maier Hacker
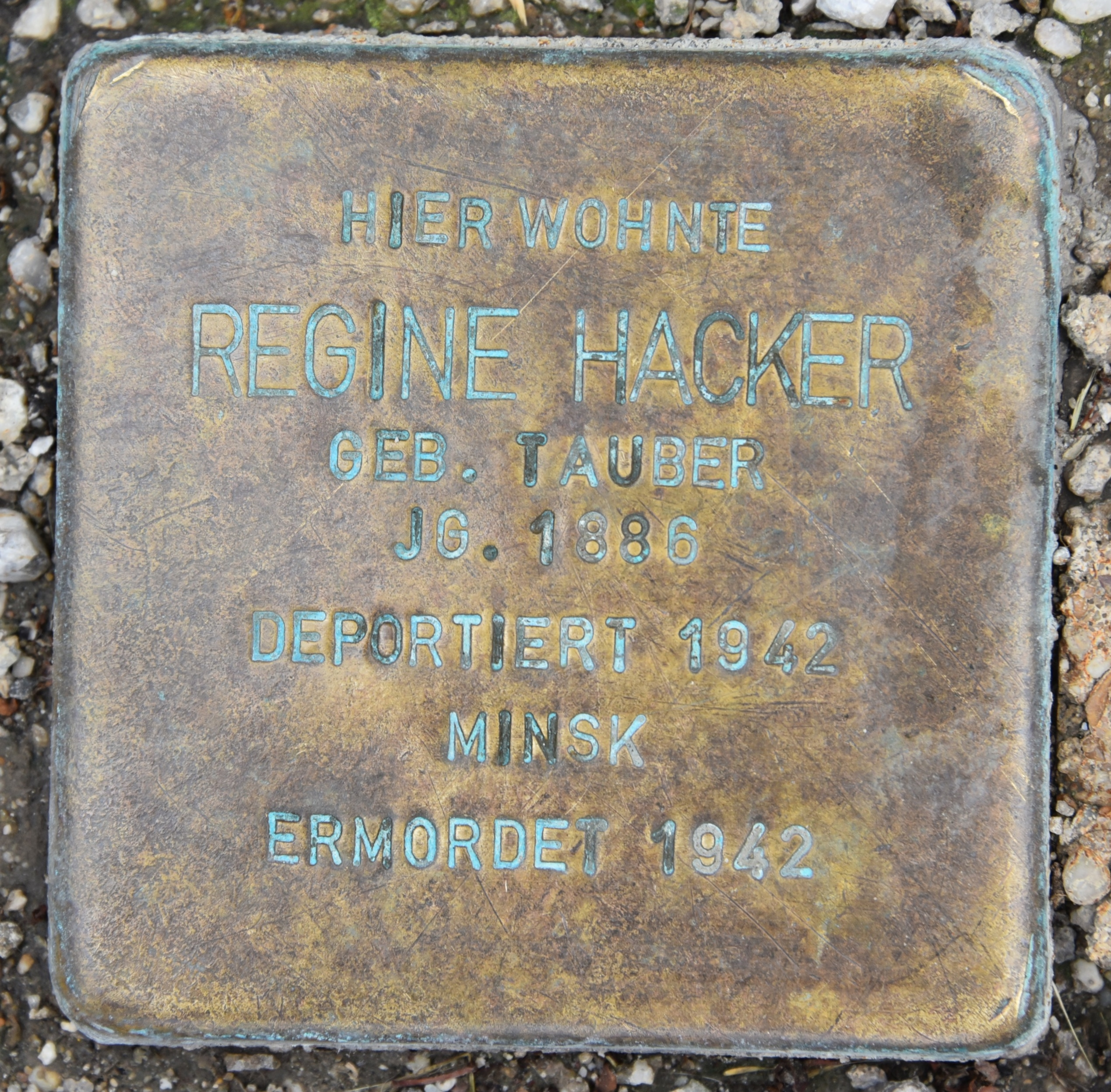
Regine Hacker
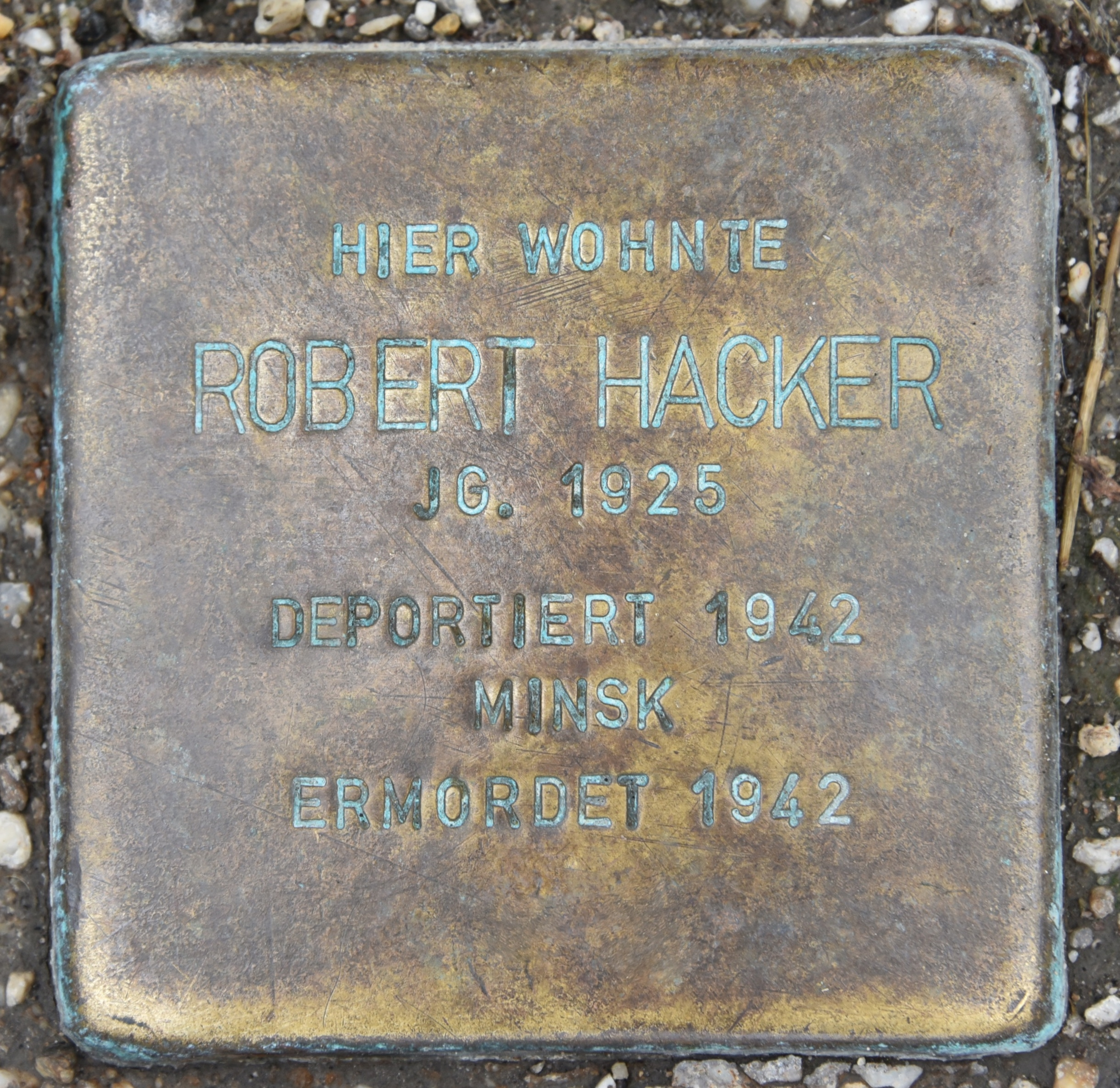
Robert Hacker
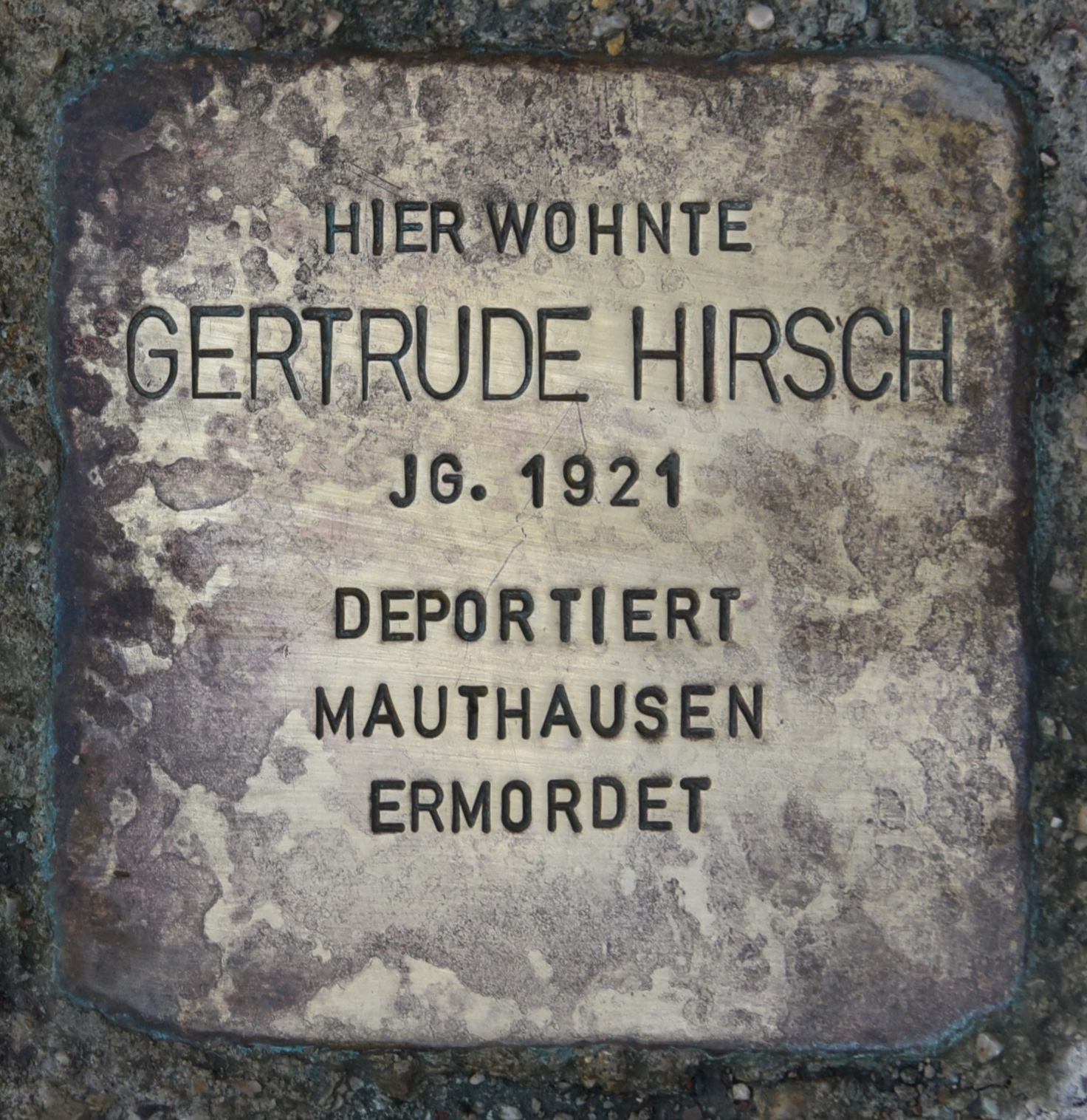
Gertrude Hirsch
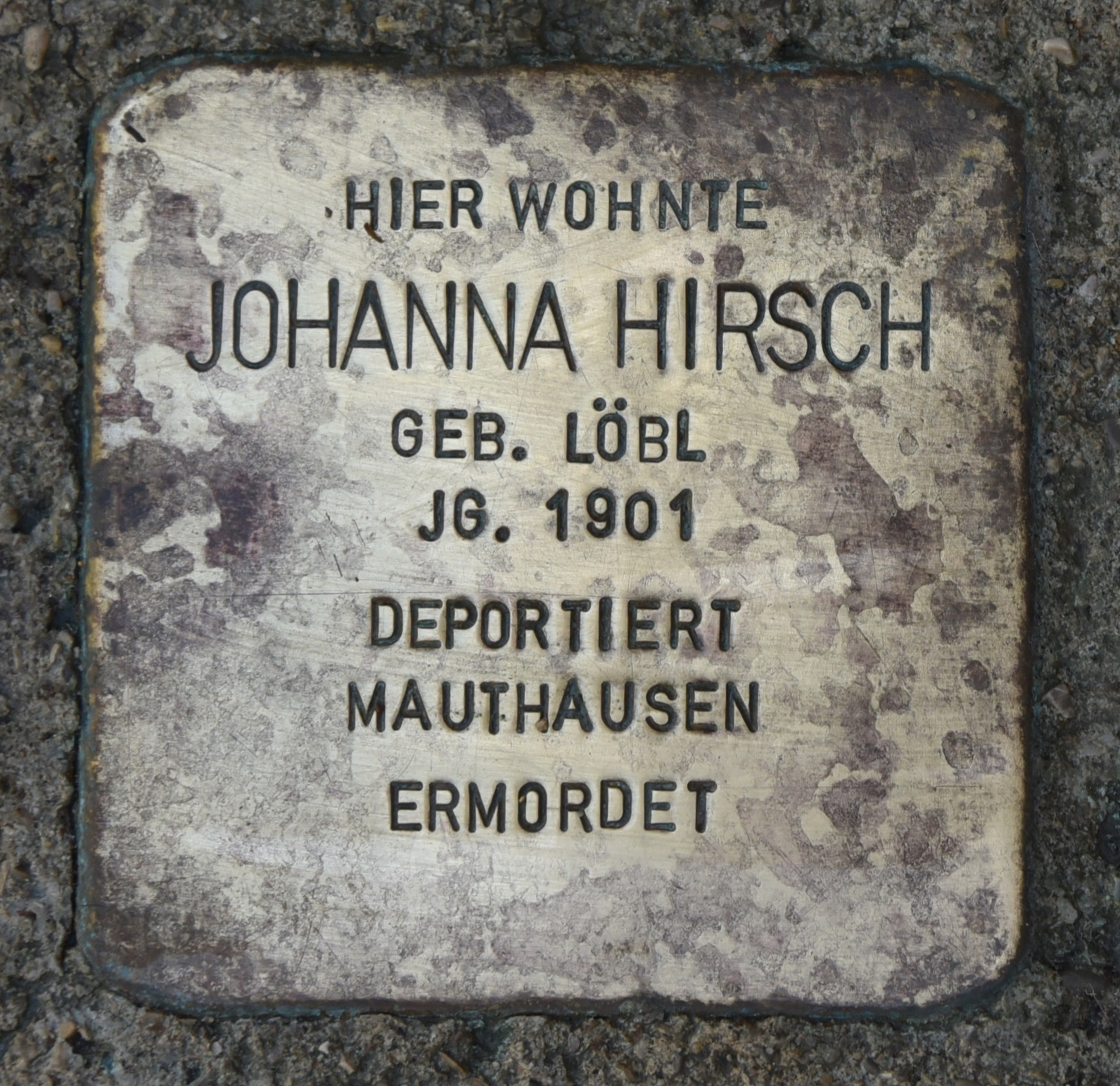
Johanna Hirsch
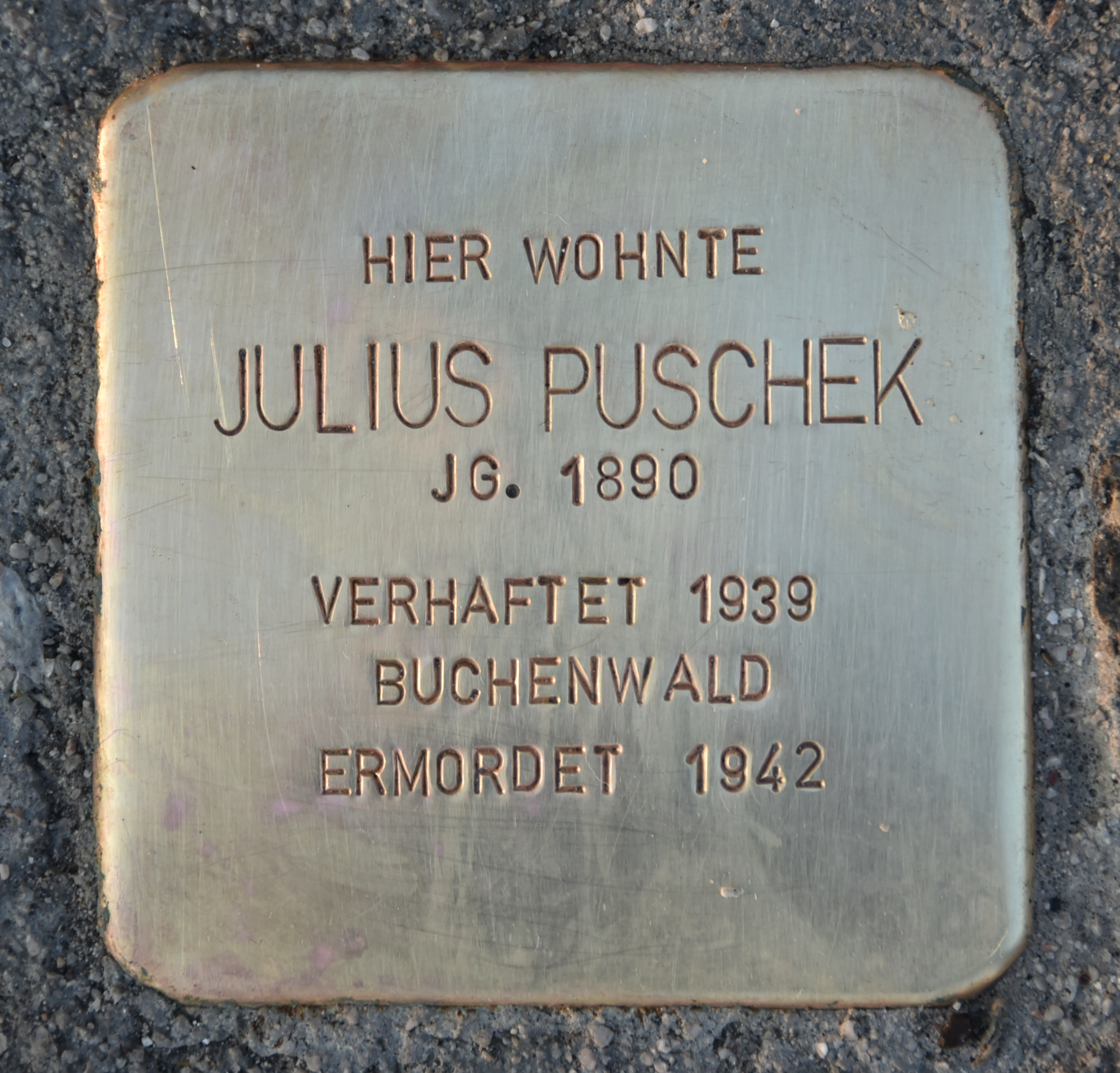
Julius Puschek

## Stolpersteine auf vier Erinnerungswegen
| Innenstadt Nord - Baumkirchnerring 5: - Kurt Müller - Lazar Müller - Paul Müller - Ruth Müller - Wolfgang Müller - Ida Riegler geb. Basch - Irma Riegler - Nathan Riegler - Purgleitnergasse 46: - Franz Winkelmann - Gröhrmühlgasse 31: - Julie Buxbaum - Julius Buxbaum - Margarete Buxbaum geb. Bohenszky - Max Buxbaum - Martinsgasse 8: - Heinrich Gerstl - Raugasse 4: - Emma Bauer geb. Gewing - Ernst Bauer - Leopold Bauer - Susanne Bauer - Wiener Straße 51: - Alfred Höchstätter - Kaiserbrunngasse 17: - Johanna Schischa - Wilhelm Schischa |  | Innenstadt Süd - Kollonitschgasse 12: - Berta Reininger - Herzog-Leopold-Straße 28: - Paul Johannes Schlesinger - Herzog-Leopold-Straße 3: - Arnold Lemberger - Bella Lemberger geb. Kohn - Hauptplatz 13: - Gustav Robert Braunberg - Wiener Straße 13: - Julius Duhl - Hauptplatz 20: - Ludwig Huber - Grazer Straße 95: - Juliane Taul - Kesslergeasse 15: - Rudolf Müller - Langegasse 5 / Lederergasse 1: - Charlotte Pollak geb. Adler - Edith Pollak - Friedrich Pollak - Inge Pollak |  | Zehnerviertel - Neunkirchner Straße 53: - Arnold Beinhacker - Eugen Beinhacker - Margarethe Beinhacker geb. Leitner - Dietrichgasse 23: - Maier Hacker - Regine Hacker geb. Tauber - Robert Hacker - Kaisersteingasse 7: - Franz Seckl - Hanni Delfine Seckl geb. Grünfeld - Kaisersteingasse 13: - Johann Hödl - Brunner Straße 30: - Heinrich Seckl - Ignaz Seckl - Wassergasse 9: - Emma Poppinger |  | Serbenhalle / Flugfeld - Pottendorfer Straße 121: - Julius Puschek - Pottendorfer Straße 47/49: - Denkmal Die Opfer des KZ in der Serbenhalle - Mießlgasse 43: - Helga Pauer - Wiener Straße 95: - Max Stössel - Flugfeldgürtel 13/15: - Karoline Formann - Franz Kasteiner - Heinrich Sauer - Eduard Schaller - Fischauergasse 100: - Maria Wolf |

Zusätzlich wurden weitere Stolpersteine verlegt, die bisher nicht Teil der Erinnerungswege sind. Die beiden Erinnerungswege durch die Innenstadt können zu Fuß absolviert werden, für die beiden anderen Strecken werden Fahrräder empfohlen.

## Buchpublikationen
Im November 2011 wurde ein Buch über die Wiener Neustädter Stolpersteine publiziert. Es wurde im Rahmen eines Festakts präsentiert, zu dem auch Angehörige der Opfer eingeladen waren. Das Buch heißt Stolpersteine Wiener Neustadt – Stadtführer des Erinnerns, wurde von den Initiatoren des Projekts, Brigitte Haberstroh, Maximilian Huber und Michael Rosecker, herausgegeben, reflektiert die Leistungen der Arbeitsgruppe und ist im Verein Alltag Verlag erschienen. Am Buch haben eine Reihe namhafter Historiker aus ganz Österreich mitgearbeitet, darunter Brigitte Bailer-Galanda vom Dokumentationsarchiv des österreichischen Widerstandes, die Kinder-Euthanasie-Expertin Waltraud Häupl, Manfred Lang vom Renner-Institut und SoHo sowie Florian Wenninger vom Verein zur wissenschaftlichen Aufarbeitung der Zeitgeschichte, alle aus Wien, und Erika Thurner vom Institut für Politikwissenschaft der Universität Innsbruck.
Im selben Verlag erschien 2014 der Band Wir bedauern ... Wiener Neustadt und Neudörfl im Sog der NS-Euthanasie von Anton Blaha. Der Autor hatte gemeinsam mit seiner Frau für das Wiener Neustädter Stolpersteine-Projekt die biographischen Erfassungen der Aktion-T4-Opfer übernommen und stellte seine Recherchen schließlich in Buchform vor. Das Buch wurde am 13. November 2014 im Stadtarchiv Wiener Neustadt präsentiert.

## Literatur

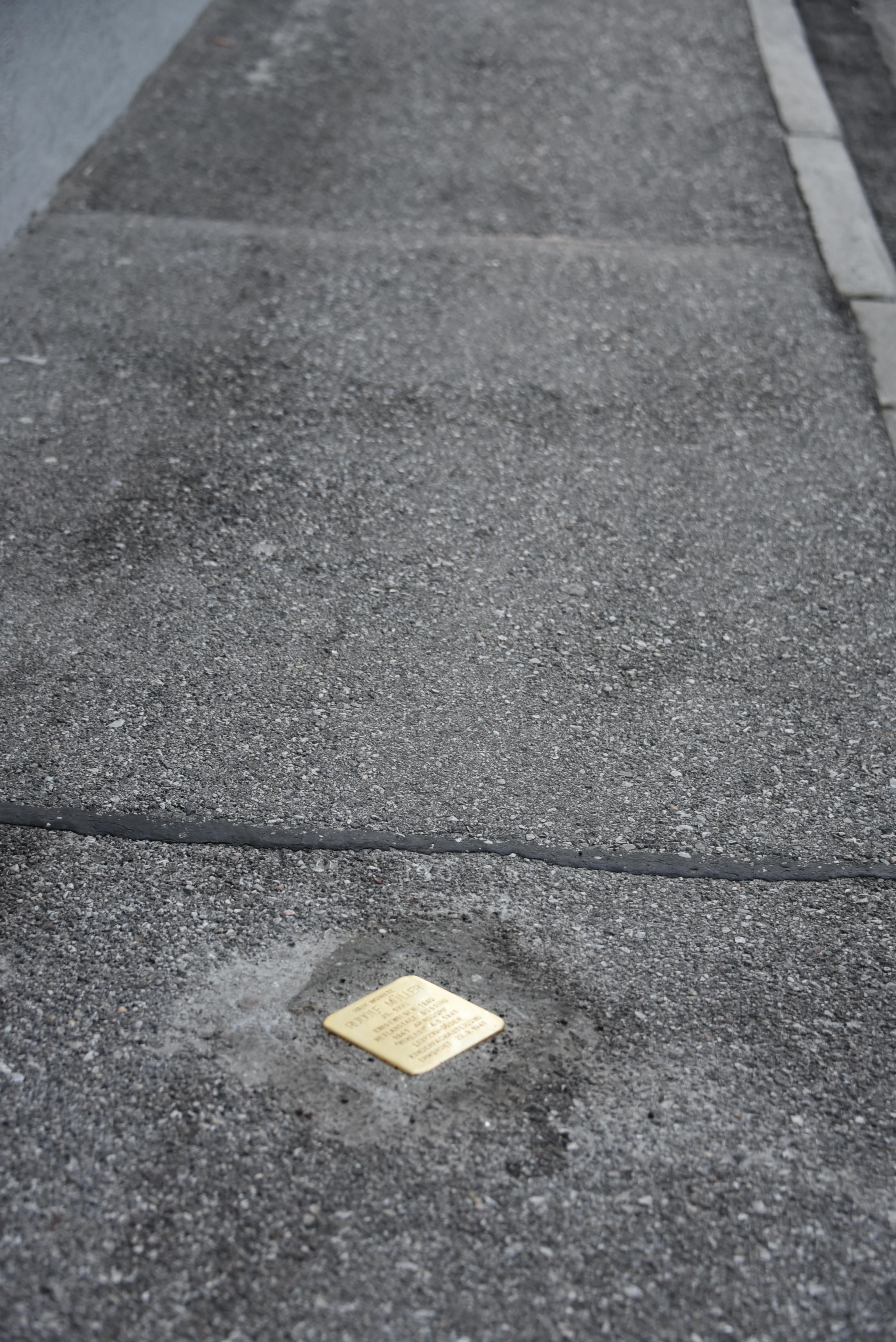
Ein Stolperstein in Wiener Neustadt